# Avry

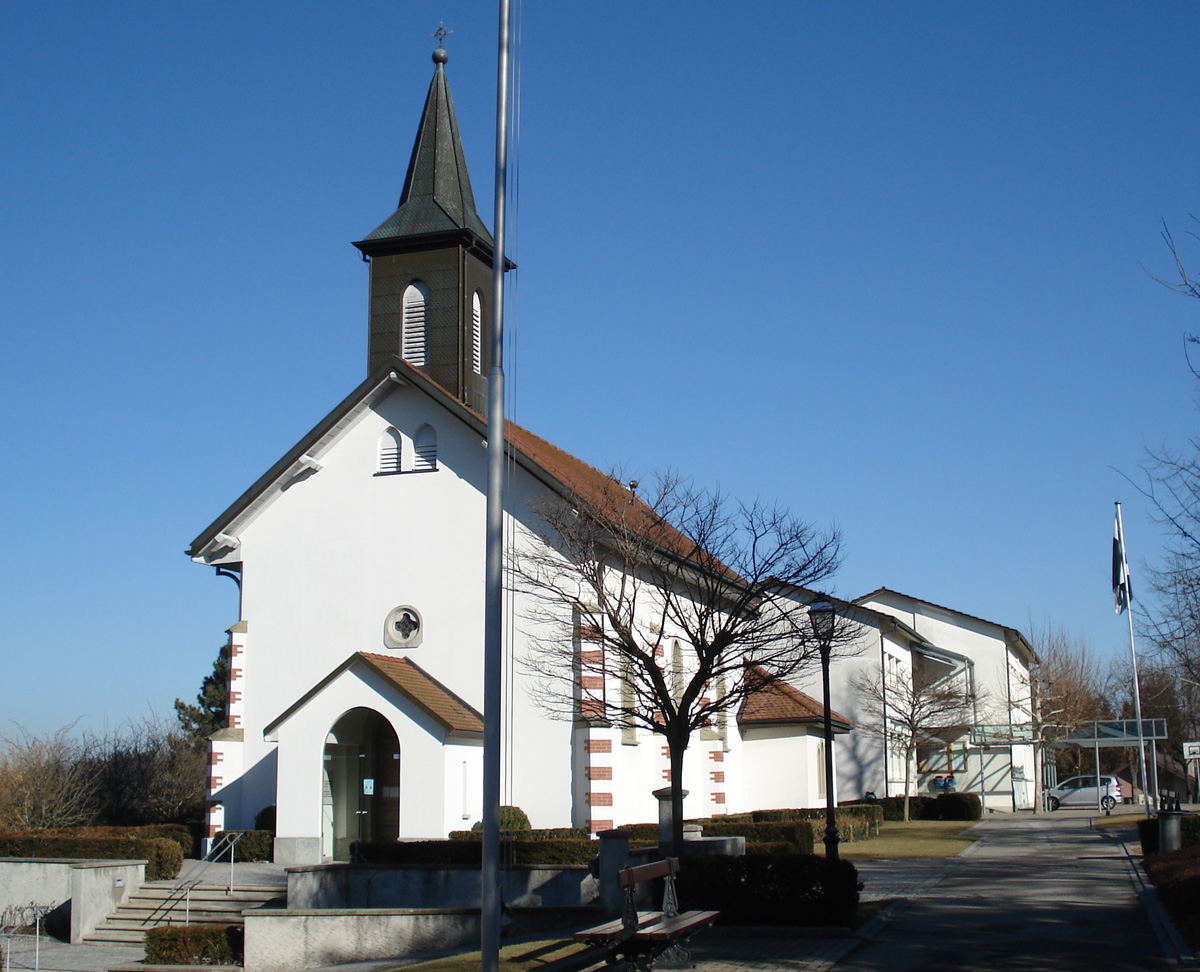
Kerk in Avry

Avry is een gemeente en plaats in het Zwitserse kanton Fribourg, en maakt deel uit van het district Saane/Sarine.
Avry telt 1.880 inwoners.